# Bol'šaja Vizinga
La Bol'šaja Vizinga (in russo Большая Визинга?; Vizinga nel corso superiore) è un fiume della Russia europea orientale, affluente di sinistra della Sysola nel bacino della Dvina Settentrionale. Scorre nella Repubblica dei Komi, nei rajon  Sysol'skij e Priluzskij.
Il fiume ha la sua sorgente 10 km a ovest del villaggio di Semušino con il nome di Vizinga e scorre brevemente verso nord-ovest, poi gira a nord-est, direzione che mantiene fino alla foce. Durante il suo corso sfiora alcuni insediamenti e attraversa il villaggio di Vizinga. Sfocia nella Sysola a 140 km dalla foce. Ha una lunghezza di 167 km, il suo bacino è di 1 970 km². Il suo maggior affluente è il Vepr' (lungo 81 km) proveniente dalla destra idrografica.